# ハワイアン・バケーション
『ハワイアン・バケーション』（Hawaiian Vacation）は2011年公開の『カーズ2』と同時上映されたアメリカのアニメ映画であり、『トイ・ストーリー』シリーズの、初のピクサー・アニメーション・スタジオ製作の短編作品にあたる。

## 概要
『トイ・ストーリー3』の全米公開から数週間後、本作の製作が決定した。
『トイ・ストーリー3』から1年後に『カーズ2』と同時上映された。MovieNEX版のカーズ2にもボーナスコンテンツとして収録されている。また、日本のディズニー公式YouTubeチャンネルによって日本語吹き替え版がYouTube上にアップロードされている。
今作バージョンのおもちゃがトイザらス限定で販売された。

## ストーリー
『トイ・ストーリー3』の後日談の物語で、舞台はウッディたちの新たな持ち主となったボニー（エミリー・ハーン/諸星すみれ）の部屋。ボニーが冬休みに家族とハワイ旅行に行くという情報をキャッチしていたバービー（ジョディ・ベンソン/高橋理恵子）とケン（マイケル・キートン/東地宏樹）。こっそりハワイ旅行に付いていき、デートする計画をたてていたが、あと一歩のところで大失敗してボニーの部屋に置いてきぼりを喰らってしまう。落ち込むケンに見かねたおもちゃたちは、2人のためにとびきりの「ハワイ旅行」を演出しようと大奮闘する。

## 登場キャラクター

### おもちゃ

#### キーホルダー
キャプテン・ジップ (Chapten Zip)
ボニーのリュックのキーホルダー。
ハワイに行くのをしくじってしまったケンに、ハワイに連れて行くように頼まれ「飛行機は操縦できない」と告げる。

## 声の出演
| 役名                                      |                                               |              |
| 役名                                      | 原語版声優                                    | 日本語吹替   |
| ----------------------------------------- | --------------------------------------------- | ------------ |
| バービー                                  | ジョディ・ベンソン                            | 高橋理恵子   |
| ケン                                      | マイケル・キートン                            | 東地宏樹     |
| ウッディ                                  | トム・ハンクス                                | 唐沢寿明     |
| バズ・ライトイヤー                        | ティム・アレン                                | 所ジョージ   |
| バズ・ライトイヤー                        | スペイン語部分 ハビエル・フェルナンデス・ペナ |              |
| ジェシー                                  | ジョーン・キューザック                        | 日下由美     |
| ブルズアイ                                | フランク・ウェルカー                          | 原語版流用   |
| ミスター・ポテトヘッド                    | ドン・リックルズ                              | 辻萬長       |
| ミセス・ポテトヘッド                      | エステル・ハリス                              | 松金よね子   |
| ハム                                      | ジョン・ラッツェンバーガー                    | 大塚周夫     |
| スリンキー・ドッグ                        | ブレイク・クラーク                            | 永井一郎     |
| レックス                                  | ウォーレス・ショーン                          | 三ツ矢雄二   |
| レクシング・ボール                        | アクセル・ゲッダース                          | 三ツ矢雄二   |
| エイリアンたち （リトル・グリーン・メン） | ジェフ・ピジョン                              | 落合弘治     |
| ミスター・プリックルパンツ                | ティモシー・ダルトン                          | 落合弘治     |
| ドーリー                                  | ボニー・ハント                                | 田中敦子     |
| トリクシー                                | クリスティン・スカール                        | 許綾香       |
| バターカップ                              | ジェフ・ガーリン                              | ふくまつ進紗 |
| お豆3兄妹（妹）                           | ゾー・レヴィン                                | 古口貴子     |
| チャックルズ                              | バド・ラッキー                                | 小林尚臣     |
| キャプテン・ジップ                        | アンガス・マクレーン                          | 多田野曜平   |
| ボニー                                    | エミリー・ハーン                              | 諸星すみれ   |
| ボニーのママ                              | ロリ・アラン                                  | 堀越真己     |

## トリビア
- 「トイ・ストーリー」から「トイ・ストーリー3」にかけて登場していたおもちゃ「つなぐでござる」が再登場。ただし、以前の作品でアンディが所有していたものとは樽の色が違っており、ボニーが新しく購入したものと思われる。
- 2020年6月6日にはフジテレビ系列の土曜プレミアム「ジャングル・ブック」の本編終了後に本作がノーカット放送された。